# Ферганский танец
Ферганский танец — узбекский народный стиль танца.

## Описание
Сформировался и развивался в Ферганской долине, (Узбекистан). 
Легкая и выразительная походка, многогранные, тщательно проработанные и имеющие четкое значение движения рук, запястий, пальцев, взгляды, изящные движения головы составляют основу Ферганского танца. Мужские танцы сопровождались смелыми движениями, вращениями, а женские танцы - блеском. Также в Ферганском танце большое значение имеют уфоры (приемы движений). Умелые танцоры и танцовщицы, жившие в основном в крупных городах, овладевшие искусством танца, занимали ведущее положение в Ферганском танце, и обеспечивали преемственность традиций танцевального искусства, передавая танцевальное наследие, стиль исполнения, свой опыт своим ученикам. 
Ферганский танец в основном состоял из серии танцев «большая игра», предназначенных для больших площадей, и «мелкая игра», исполняемых в гостиницах и дворах. В «большой игре» представлены сюжетные истории с танцевальными средствами, включающие 280 приемов. К дошедшим до нас методам относятся такие, как «Рог», «Цветочная игра», «Сарбози», «Чарх», «Хакони», «Ором», «Гилвони», которые формируют определённые формы и движения. Техники в основном исполнялись в кругах (иногда с добавлением барабанов), и поэтому Мойе танцы исполнялись то одним человеком, то группой игроков. А" майская игра " — это лирические танцы в сопровождении Яллы и лапара, смешные, состоящие из имитационных танцев «Булиб», «Дойра», «Дутор», исполняемые как любителями, так и профессионалами.
В Ферганском танце выделяются танцы исполнительниц женского пола под названием «Ялачи» (в том числе танцевальная группа «Танавор»), а также танец юношей «Андижанское само» (получивший в конце 19 века название «Андижанский полк»), возникший под влиянием Уйгурского танца, костюмы мастеров танца усиливали содержание. Мужчины использовали яктаки и камзолы из сюрпа и бекасама, шелковые брюки, пояса и тюбетейки, особые цветные сапоги с острым носком (Мокки), женщины - халаты, платья, косынки, шарфы, различные украшения. 
Среди талантливых танцоров и танцовщиц, заслуживают упоминания такие, как: Хаджи Баратов, Отаходжа Саидазимов, Юсуфжон Кызык Шакаржанов, Махкамхафиз, Камолахан Мухамаджонова, Назирхан, Карманак Бахча, Адолхан, Шарафат Сатанг. В дальнейшем развитии и обогащении Ферганского танца на протяжении 20 века велика заслуга мастеров Алима Камилова, Тамараханима, Мукаррамы Тургунбаевой, Розии Каримовой, Гавхар Рахимовой, Кундуз Миркаримовой, Дилафруз Джабборовой, Кызлархан Дустмухамедовой, Адмуры Эргашевой и других.